# Mustafa Amin
Mustafa Amin (21 de fevereiro de 1914 – 13 de abril de 1997) foi um escritor egípcio, jornalista e colunista que gozava de grande popularidade no mundo árabe. Reconhecido pelo seu ponto de vista liberal, Amin e seu irmão Ali são considerados pais do jornalismo árabe moderno.

## Biografia
Mustafa e seu irmão gémeo Ali (1914-1976) nasceram na cidade do Cairo, filhos de um advogado. Eles passaram grande parte de sua infância na casa de seu tio Saad Zaghloul, um proeminente político e advogado que fundou o partido liberal nacionalista Wafd e serviu como primeiro-ministro do Egito em 1922. Amin frequentou a Universidade Americana no Cairo e na Universidade de Georgetown em Washington, D.C.
Amin começou a trabalhar como repórter dos jornais do Cairo em 1928 e recebeu uma coluna no semanário Akher Saa ("Final Hour") em 1934. Após a graduação de Georgetown em 1938, Amin atuou como editor-chefe da Akher Saa por um ano e depois se tornar parte de Al-Ahram ("The Pyramids"), um antigo e prestigiado jornal no Oriente Médio. Durante a década de 1940, ele continuou a trabalhar como repórter e colunista, mas em 1944 deixou seu cargo como editor em El-ethnin para criar ao lado de seu irmão o jornal Akhbar el-Yom ("Notícias Hoje"). Dois anos depois, eles assumiram o semanário Akher Saa e em 1951 fundou dois novos jornais semanais: Akher Lahza e Al-Guil. Finalmente, em 1952, começaram a publicação do jornal Al Akhbar ("The News"). Amin e seu irmão estavam produzindo as cinco publicações mais importantes do Egito antes da nacionalização da imprensa egípcia nas mãos de Gamal Abdel Nasser em 1960.
Como defensor do liberalismo ocidental e da expressão de imprensa livre, Amin foi preso em 1939 depois de criticar o rei Faruq e foi preso novamente em 1950 pelo presidente Nasser. No entanto, em 1965, após o pacto de boas relações entre a União Soviética e o Egito, Amin foi acusado e preso por ser um suposto espião dos EUA. Após um julgamento secreto, ele foi preso, torturado e confinado por cerca de nove anos, antes de ser exonerado e libertado em 1974 por Anwar Sadat.
Amin voltou ao trabalho jornalístico, servindo como editor do jornal Akhbar el-Yom, mas, a partir de 1976, concentrou-se principalmente em sua coluna intitulada Fikra ("Uma ideia"), que o mesmo autor criou em 1952.
Além de seu trabalho jornalístico, Amin publicou livros autobiográficos, algumas novelas. Ele também ensinou jornalismo na Universidade do Cairo. Ele criou o fundo de caridade Lailat al-Qadar, levantando milhões de libras egípcias para doações que foram entregues aos cuidados de saúde para a população mais vulnerável em seu país. Amin e seu irmão também foram responsáveis pela celebração do Dia das Mães no Egipto. Mustafa continuou escrevendo até o dia de sua morte, em 13 de abril de 1997.

## Vida pessoal
Amin era casado com Isis Tantawi e tinha uma filha, Safia e uma neta.